# 1÷x=1 (Undivided)
1÷x=1 (Undivided) — первый специальный альбом южнокорейского проектного бой-бенда Wanna One. Альбом был выпущен 4 июня 2018 года лэйблом Swing Entertainment и Stone Music Entertainment.

## Предпосылки и релиз
В апреле Wanna One объявили, что участники разделятся на несколько подразделений и будут сотрудничать с различными исполнителями, такими как Dynamic Duo, Зико, Nell и Heize для их предстоящего альбома. 7 мая Wanna One объявили название нового альбома, 1÷x=1 (Undivided). Он содержит песни, созданные во время их единичных проектов, которые были показаны на реалити-шоу группы Wanna One Go: X-con. 4 июня альбом был выпущен вместе с музыкальным видео ведущего сингла «Light».

## Промоушен
Wanna One провели живое исполнение "Light› и песни юнита во время их концерта в Сеуле 1 июня, который транслировался в прямом эфире на Mnet, учётной записи YouTube канала и учётной записи Facebook группы, через реалити-шоу группы, Wanna One Go: X-con 4 июня. Они также продвигались на музыкальных шоу в течение двух недель.

## Трек-лист
| №                   | Название                                                              | Текст песни                              | Музыка                     | Arrangement          | Длительность |
| ------------------- | --------------------------------------------------------------------- | ---------------------------------------- | -------------------------- | -------------------- | ------------ |
| 1.                  | «Light» (켜줘, "Kyeojwo")                                             | iHwak                                    | iHwak Royal Dive           | Royal Dive           | 3:29         |
| 2.                  | «Kangaroo (Prod. Zico)» (캥거루, "Kaenggeoru") (Triple Position)      | ZICO Kang Daniel Park Woojin Kim Jaehwan | ZICO Poptime               | ZICO Poptime         | 3:43         |
| 3.                  | «Forever and a Day (Prod. Nell)» (영원+1, "Yeong-won+1") (Lean On Me) | Kim Jongwan                              | Kim Jongwan                | NELL                 | 4:28         |
| 4.                  | «Hourglass (Prod. Heize)» (모래시계, "Moraesigye") (The Heal)         | Heize Ong Seongwu Lee Daehwi             | Heize Royal Dive           | Royal Dive           | 3:21         |
| 5.                  | «11 (Prod. Dynamic Duo)» (No.1)                                       | Choiza Gaeko                             | Gaeko GRAY DAX Lee Taeyeon | GRAY DAX Lee Taeyeon | 3:20         |
| Общая длительность: | Общая длительность:                                                   | Общая длительность:                      | Общая длительность:        | Общая длительность:  | 19:05        |

## Чарты

### Еженедельные чарты
| Чарты (2018)                | Высшая позиция |
| --------------------------- | -------------- |
| South Korean Albums (Gaon)  | 1              |
| US World Albums (Billboard) | 8              |

### Годовой чарт
| Чарты (2018)            | Позиции |
| ----------------------- | ------- |
| Республика Корея (Gaon) | 5       |

## Сертификация
| Регион                                                       | Сертификация  | Продажи  |
| ------------------------------------------------------------ | ------------- | -------- |
| Республика Корея (KMCA)                                      | 2× Платиновый | 500 000^ |
| * Данные о продажах приведены только на основе сертификации. |               |          |

## Награды и номинации
| Год  | Премимя                 | Категория   | Номинация                                | Результат | Ссылка |
| ---- | ----------------------- | ----------- | ---------------------------------------- | --------- | ------ |
| 2018 | Mnet Asian Music Awards | Песня Года  | «Kangaroo»                               | Номинация | [ 12 ] |
| 2018 | Mnet Asian Music Awards | Лучший Юнит | «Kangaroo» (Wanna One — Triple Position) | Победа    | [ 12 ] |